# أليشا راي
أليشا راي هي راقصة وعارضة وممثلة نيبالية، ولدت في 5 يناير 1996 بكاتماندو في نيبال.

## وصلات خارجية
- أليشا راي على موقع IMDb (الإنجليزية)
- أليشا راي على موقع قاعدة بيانات الفيلم (الإنجليزية)